# コムストック・ロード

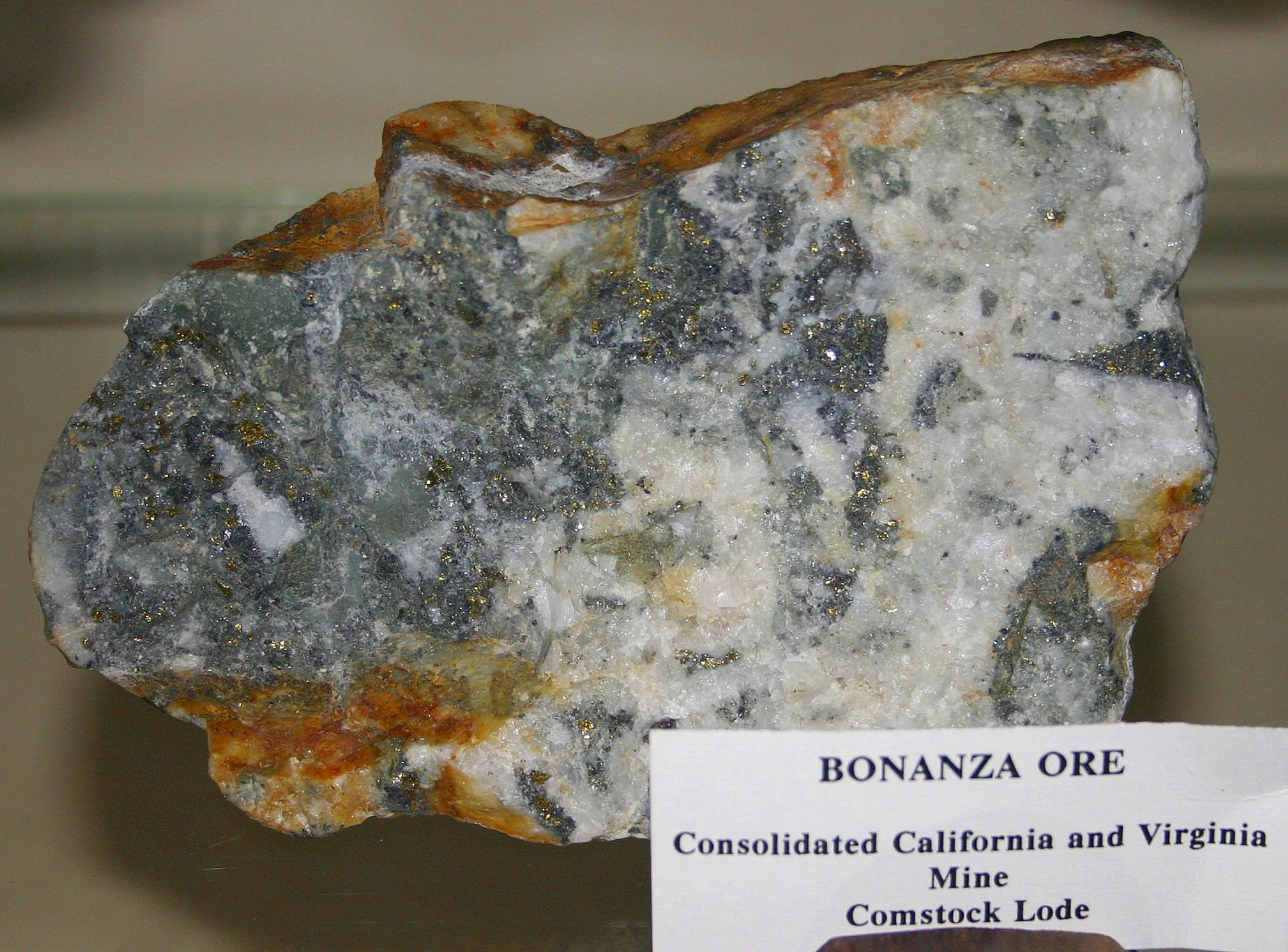
銀鉱石、コムストック・ロードのカリフォルニア・バージニア統合鉱山採鉱

コムストック・ロード（英: Comstock Lode、またはコムストック鉱床）は、アメリカ合衆国で最初に発見された銀の大きな鉱床である。ネバダ州バージニア山脈の一峰ダビッドソン山の東斜面、現在のバージニアシティの下に位置している。その発見が1859年に公表されると、探鉱者達がこの地域に殺到し、その鉱業権登録を競い合った。間もなく近在に鉱業キャンプが出現し、大きな富を求める騒々しい中心地になった。
この鉱床が生んだ莫大な富や、その富がネバダ州とサンフランシスコの成長に果たした大きな役割もだが、これを切っ掛けにした鉱業技術の発展も注目されるべきである。鉱山そのものは1874年以降に衰退していった。

## 銀の発見

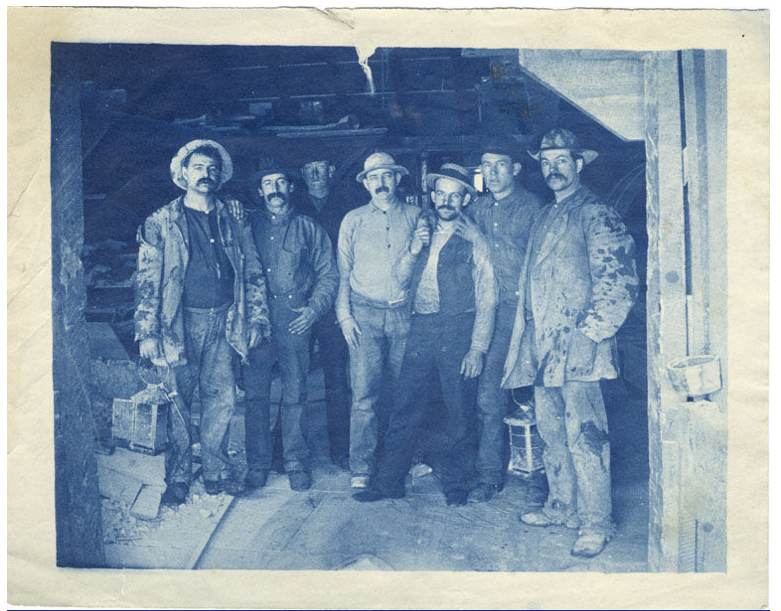
コムストック・ロードの坑夫達、1880年代の写真。原版の表題は「働くことは祈ることである」となっていた

1858年にネバダ（当時はユタ準州内西部）で銀が発見されたことにより、カリフォルニア州を初めとするアメリカ合衆国全土でかなりの興奮を呼んだ。これはその10年前にカリフォルニア州のサッターズ・ミルで金が発見されて以来のことだった。当時のジャーナリスト、ダン・デ・クイルに拠れば、「銀の発見は、かなり広い範囲の領土に価値を与え、さらに大きな数の人々に雇用機会を与えたので、疑いもなくカリフォルニア州における金鉱発見以上の功績に値する」と記していた。
この地域で1850年春に金が発見されていた。これはモルモン大隊に属していたモルモン教徒移民の集団によってゴールド・キャニオンで発見された。彼等はシエラネバダ山脈を超えるには早すぎる時期にこの地域に到着し、デイトンの近郷カーソン川沿いで宿営して、山の雪が融けるのを待った。間もなく選鉱鍋を使い砂利の多い川岸で金を見付けたが、カリフォルニア州に行けばさらに多くの金を見付けられると期待していたので、山に入れるようになった時にその地を離れた。他にも移民が続き、このキャニオンで宿営し、鉱山に働きに行った。しかし、夏の終わり頃にキャニオンの水が涸れてくると、カリフォルニア州に向かって山を越えていった。その宿営地には恒久的な住人が居なかった。1852年から1853年に掛けての冬と春、選鉱ロッカー、ロングトムおよび流し樋を用いてこのキャニオンの砂利土手で働く者が200名は居た。
ゴールド・キャニオンから出る金は石英脈からであり、その鉱脈の頭は現在のシルバーシティやゴールドヒルがある場所に近かった。坑夫達は水流を上って働いたので、台地の上にジョンタウンの町を設立した。1857年、ジョンタウンの坑夫達がゴールド・キャニオンの北約5マイル (8 km) のシックスマイル・キャニオンで金を発見した。これらのキャニオンはどちらも現在コムストック・ロードと呼ばれている。初期の坑夫は石英脈を調査するために谷間の頭に登っていこうとは考えず、標高の低い場所で、堆積土と砂利の表面に出た手に入れやすい金を見付けることに時間を費やしていた。
コムストック・ロードの発見が誰に帰せられるものであるかは諸説ある。1857年、ペンシルベニア州の牧師の息子で、カリフォルニア州の金鉱原で経験を積んだ鉱物学者、イーサン・アレン・グロシュとホウジーア・バロウ・グロシュの兄弟が発見したと言われてきた。ホウジーアは1857年に足を負傷し、敗血症で死んだ。イーサン・アレンは資金を集めるために友人のリチャード・モーリス・バックを伴い、標本と権利を取得した地域図を持ってカリフォルニア州に向かった。ヘンリー・トンプキンス・ペイジ・コムストックがグロシュの小屋に残り、銀と金の鉱石見本と発見に関する書類を収めた鍵付きチェストを守っていた。グロシュとベックはカリフォルニア州に行き着かず、シエラネバダ山脈越えの道で迷い、大変な困難を味わっていた。この二人は凍傷になり、命を救う最後の手段として二流の外科医の手で四肢を切断した。イーサン・アレン・グロシュは1857年12月19日に死んだ。バックは生きながらえたが、回復すると故郷のカナダに戻った。
コムストックはグロシュ兄弟の死を知った時に、その小屋と土地を自分の所有物として届けた。またトランクの中身を調べたが、教育を受けていなかったのでその文書を価値あるものとは考えなかった。彼が知り得たことは金と銀の標本が同じ鉱脈から出たということだった。グロシュ兄弟がまだ権利登録していないと分かったので、この地域で働く坑夫達の採掘現場を探求し続けた。コムストックは青みがかった石（銀鉱石）を発見したゴールドヒルに鉱脈があると分かると、即座にその地域に直接隣接する権利主張されていない土地を登記した。
ゴールドヒルの鉱床を発見した4人の坑夫は、ジェイムズ・フィンニー（古きバージニア人、当時の噂では殺人を犯した後に名前をフェニモアからフィンニーに変えたとのことだった）、ジョン・ビショップ（ビッグ・フレンチ・ジョン）、アレック・ヘンダーソンおよびジャック・ヨーントだった。彼等が発見したものは実際にコムストック・ロードの一部だったが、主鉱脈ではなかった。それゆえにこの4人は以前にグロシュ兄弟が発見した鉱脈を再発見した者とされている。
1859年春、ピーター・オライリーとパトリック・マクローリンという2人の坑夫が、ものになりそうな土地は全て権利主張されていることが分かったので、渓谷の頭に進み、近くの泉から水が流れ出している水流近くの山の斜面で選鉱用ロッカーを使って探査を始めた。そこには水で洗われた砂利が無かったので表面の土の中にはほとんど何も得られず、そこの権利主張を放棄しようとしたときに大きな成果を得た。彼等はそのロッカーに使う水を集めるために小さく長さのあるピットを沈めた。この穴の底に他とは違う外観の物質があった。これを掘り出すと底が金の層で覆われていたので、彼等は鉱脈を見付けたことを悟った。
この穴の中でアメリカにおける銀の鉱業が生まれたことになる。金と共にあったのは大量の重い暗青色の物質であり、これがロッカーを詰まらせ、純金を洗い出すのを妨げていた。しかしこれを分析すると、ほとんど混じり物の無い銀の硫化物だった。
この年の6月、オライリーとマクローリンがその発見を公表すると、ヘンリー・T・P・コムストックは自分が「放牧の目的」で既に権利主張したと伝えられている土地でこれら2人が動いていることが分かった。コムストックはゴールドヒルのその時点での権利主張に不満であり、かれら2人に脅しを掛けて、コムストック自身とその共同経営者イマヌエル・"マニー"・ペンロッドと共に権利に関する利益を彼等に認めるという取引に応じさせるよう努めた。
コムストック・ロードの位置について地理的な定義は曖昧で首尾一貫していない。ある報告では金鉱脈が「ウォーカー川の東支流」にあり、銀鉱脈は「シエラネバダ山脈の東斜面半ばあたり」で「カーソン川の西9マイル」となっていた。

## 発見者の運命
この鉱山を発見した坑夫達と、その権利を買収した投資家達は小さな鉱脈を当てたのか大きな鉱脈を当てたのかも知らなかった。埋蔵する鉱脈の大きさ、その量、および掘り出すための費用は今日でも推計するのが大変難しい。彼等の大半は他の金鉱脈のほとんど全てと同様に小さな、あるいは中くらいの鉱脈を当てたと予測していた。彼等全ては金を持っていないか、鉱脈を完全に調査するための判断も下せないことが分かった。鉱脈の大きさとその潜在的な価値は、その後長年にわたって働いた数多い坑夫の労働と、数百万ドルの投資を必要とするものであり、彼等の誰もそれを持ってはいなかった。
パトリック・マクローリンはオファー鉱山における権利を3,500ドルで売り払い、その金も直ぐに擦ってしまった。その後はカリフォルニア州のグリーン鉱山でコックとして働いた。マクローリンは雑役をしながら死んだ。
ヘンリー・T・P・コムストックの共同事業者ペンロッドはオファー鉱山となるものの持ち分6分の1を8,500ドルで売却した。
ピーター・オライリーはその分け前を集めてその利権を保持していたが、最終的に約4万ドルで売却した。その後バージニア・シティーのB通りにバージニア・ハウスと呼ぶ石造りホテルを建設し、鉱業株のディーラーになった。さらに大望を抱き始め、コムストックよりも豊富な鉱脈を当てることを期待して、ジェノア近くのシエラ山脈（鉱物資源が知られていなかった地域）にトンネルを掘り始めた。最終的には全てを失い、発狂と宣言され、カリフォルニア州ウッドブリッジにある個人経営の精神科病院で死んだ。
ヘンリー・コムストックは以前にジェイムズ・フィンニーが所有していた株10分の1を1頭の盲目の馬および1本のウィスキーで買収したが、その後持ち分全てをジェイムズ・ウォルシュ判事に11,000ドルで売却した。コムストックはカーソンシティとシルバーシティで交易品店を開いた。コムストックは血の巡りが遅く、教育を受けておらず、事業の経験も無かったために破産した。ネバダ州におけるほとんど全ての資産と所有物を失った後、アイダホ州とモンタナ州で数年間探鉱して回ったが成功は得られなかった。1870年9月、モンタナ州ボーズマン近くのビッグホーン郡を探鉱している時に、その拳銃で自殺した。

## 初期の採鉱と精錬

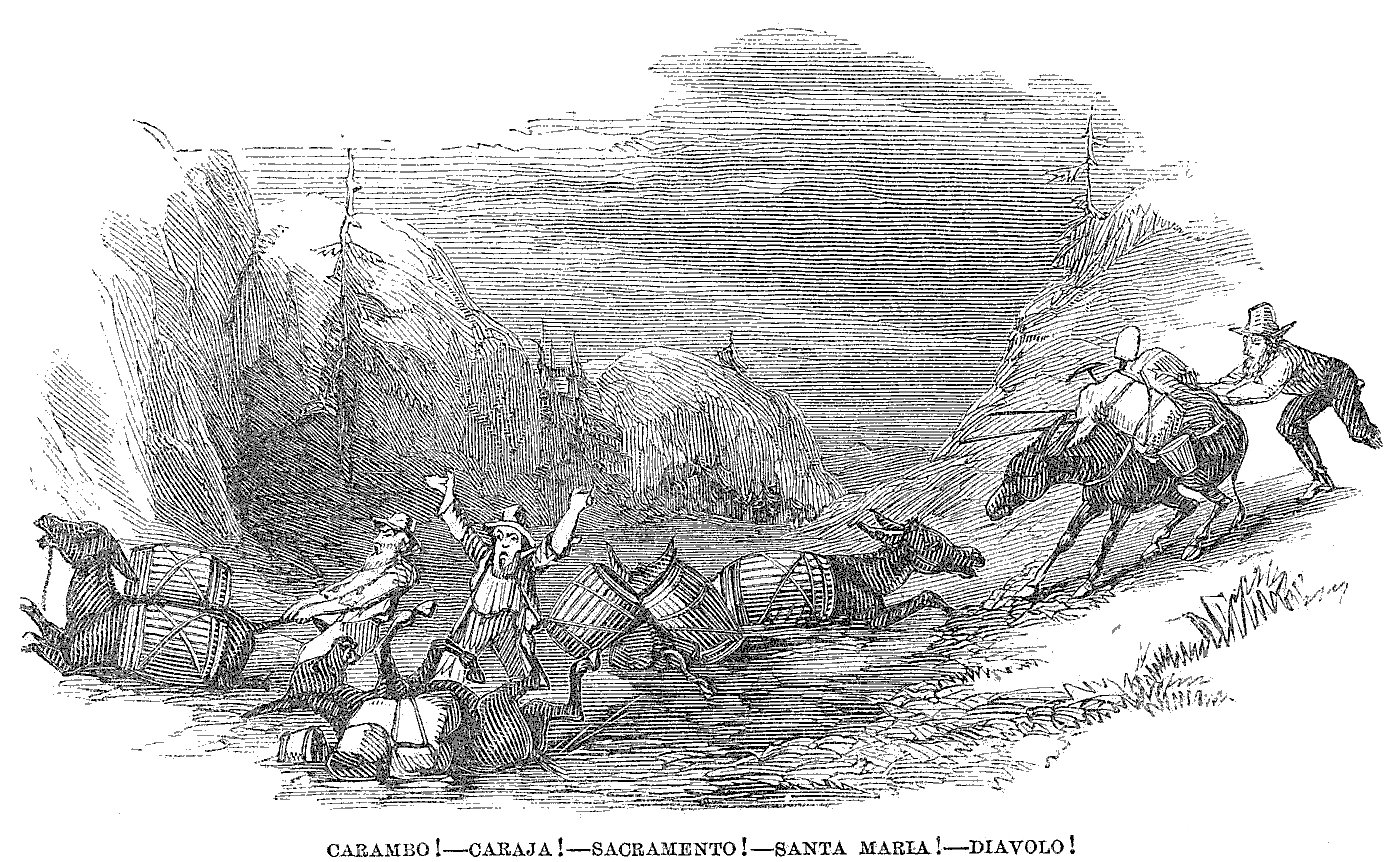
"カランボ!—カラハ!—サクラメント!—サンタマリア!—ディアボロ!": カリフォルニア州からのラバ隊の困難な様子（1860年の雑誌ハーパーズに載ったイラスト）

鉱石は当初露天掘りで得られたが、それは直ぐに無くなり、鉱脈に辿り着くには地下にトンネルを掘る必要があった。銀鉱石鉱脈の大半は長く薄い鉱脈が続くが、コムストック・ロードの鉱脈は個別のものが厚さ数百フィートに及ぶものが多かった。鉱石は柔らかくシャベルで掘ることができた。このことで鉱石は容易に掘り出せたが、周りの物質が弱いためにしばしば恐ろしい落盤が起こった。掘削は3,200フィート (1,000 m) 以上の深さまで掘り進まれた。
落盤の問題はドイツ人でオファー鉱山の監督に指名されていたフィリプ・ダイデシャイマーが発明したスクエアセット坑くいの方法で解決された。それ以前のやり方では坑道の両側に垂直の杭を立て、天井を支える水平材をその上に置いていた。
しかし、コムストック・ロードの鉱脈はこれを適用するには大きすぎた。ここでは鉱石を除去するとその跡に一辺が6フィート (1.8 m) の立方体に組まれた木材で置き換えられた。こうすれば、坑道が順々に木材の格子で置き換えられて掘り進むことができた。坑道の鉱石を完全に掘り出した後で、その跡を他の坑道から持ってきた岩石で埋め直すこともしばしば行われた。杭の枠を組立ながら掘り進むこの方法によって、いかなる幅、高さ、あるいは深さの坑道でも安全に作業することができた。
コムストック・ロードの初期には大量の湧水と戦う必要があった。このために水を汲み出す機械や装置が必要となり、掘り進むに連れて大型のポンプが要求された。太平洋岸の発明の天才が全て動員されて対策に取り組み、世界のどこにも見られないような強力で効率的な蒸気動力や水力のポンプ設備が作られた。当初の水は冷たかったが、支脈まで掘り進むに連れて熱い湯が大量に出るようになった。この湯は卵を茹でられるほど熱く、人を火傷でほとんど即死させるほどのものだった。鉱脈から熱湯の水だめに落ちて死ぬ者もいた。この熱水のために、暑くなった坑道で働くには冷たい空気を送り込む必要があり、ファン、ブロワーなど様々な種類の換気装置が必要になった。
ドリルの動力、ファンの動力および小型揚重装置のために圧縮空気が採用された。堅い岩盤を長く掘り抜くためにダイアモンドドリルも一般に使われたが、探査のためには使われず、信頼できないことがわかった。岩盤を吹き飛ばすために新しい形態の爆破物も開発された。
鉱石を運び出し、坑夫を送り込むために使われるエレベーターにも大きな改良が加えられた。坑道が深くなると地表まで鉱石を運び出すための麻縄では利用できなくなった。その自重ですら耐荷重の中のおおきな部分を占めるようになった。この問題を解決したのが1864年にA・S・ハリディが開発した平織りワイヤロープだった。このワイヤロープはサンフランシスコの有名なケーブルカーにも利用された。

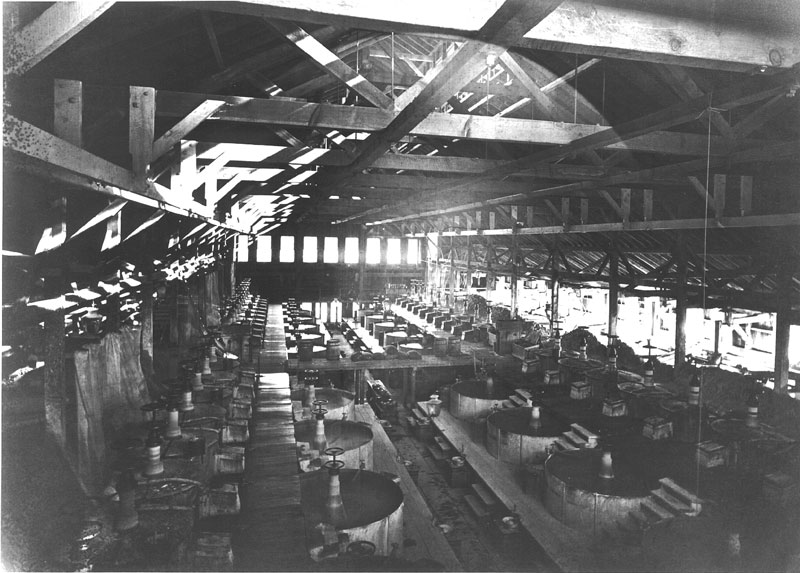
パン溶融設備

1859年のアメリカ人は銀鉱山について何も知らなかった。カリフォルニア州の砂鉱鉱山ではメキシコの銀鉱山で働いたことのあるメキシコ人が大勢いた。当初のコムストック・ロードの坑夫はメキシコ人と組みになるか、少なくとも作業の指揮をするメキシコ人監督を雇うことが奨励された。銀鉱石の精製のためにアラストラス、パティオおよびアドベの溶鉱炉を採用したのもメキシコ人だった。これらの方法はアメリカ人にとってはあまりに鈍いことがわかり、掘り出される大量の銀鉱石を処理できなかった。アメリカ人は鉱石を潰すためにスタンプミルを導入し、精製工程を短くするためにパン精製法を採用した。フライベルクの工業学校で教育を受けてきたドイツ人坑夫の中には、銀を含む鉱石を処理するために当時の最良のものと見なされたものがいた。かれらは精製のバレルプロセスと鉱石を焙る方法を導入した。バレルプロセスはパティオの改良にはなったが、コムストック・ロードの鉱石をパン精製処理する急速な方法にはうまく適合できないことが分かった。コムストック・ロードでは蒸気で過熱された鉄製のパンを使うワショー・プロセスを開発し、パティオ法で要した数日という単位を数時間のレベルに減らした。
鉱石のパン・プロセスを使っていた初期に、貴金属とクィックシルバー（水銀）を多量に消耗していた。精錬所ではたらくほとんど全ての者が鉱石を溶融するための秘密の方法を実験していた。彼等は杉皮とヤマヨモギ茶の調合物など鉱物から植物までを使ったあらゆる方法を試した。当時、金、銀および水銀が選鉱くずと共に多量に川に流されていた。溶融パンの多くのパターンと形態が発明され特許も取られたが、まだまだ改良の余地があった。改良が次々と加えられ、金属の損失を減らすことになったが、コムストック・ロードで使われている装置のどれにも完成ということはなかった。

## 牛車隊の時代とバージニア・トラッキー鉄道
鉄道が建設される以前、貨物と旅行客は全て10ないし16頭の馬あるいはラバに曳かせた荷車隊で運んでいた。鉱石はこれらの荷車隊によって溶鉱炉に引き上げられ、また鉱山に必要な材木全ても運んだ。荷車隊はシエラネバダ山脈を越えて鉱山や精錬所に必要な鉱業機械や物資全てと店舗や事業に必要な商品も運んだ。各隊列には2両ないし4両の荷車が付けられた。オファー鉱山会社の大きな縮小工事が最盛期になったときは、荷車隊の列が荷車道を1ないし3マイル (1.6 - 4.8 km) も連なり、時にはバージニアシティの通りを数時間も塞ぐことがあった。
1859年、1860年および1861年、ラバの背に載せられた大量の商品がシエラネバダ山脈を越えてカリフォルニア州との間を行き来した。セントラル・パシフィック鉄道の路線が完成すると、ガイガー坂荷車道を通ってバージニアシティからリノまで、鉄道の東西の終点の間を結ぶ輸送を行った。
1869年2月19日にバージニア・トラッキー鉄道のための路盤が開かれ、それから8か月後にはバージニアシティからカーソンシティまでの最も難しい区間が開通した。この鉄道はカーソンシティからワショー・バレーを抜けて北のリノまで延伸され、そこでセントラル・パシフィック鉄道と接続された。バージニアシティとカーソンシティの間のマウンドハウスで、カーソン・コロラド鉄道とも接続された。

## バージニアシティ・ゴールドヒル水会社
銀がコムストック・ロードで初めて発見されたとき、自然の泉から流れ出る水だけで坑夫達とバージニアシティの小さな町の水需要を満たしていた。人口が増加すると家庭用に井戸が掘られ、幾つかの坑道から湧き出る水が供給水に加えられた。精錬所や荷揚げ作業が増えてくると、蒸気ボイラーで使われる水の需要が大きくなったので、このとき数千人規模になっていた住民に対する水供給が足りなくなった。この需要に合わせて「バージニアシティ・ゴールドヒル水会社」が結成され、コムストック・ロードでは非鉱業分野で初めての会社になった。
周辺の山の井戸や坑道の水は間もなく枯渇した。無尽蔵に水源があるシエラネバダ山脈に水を求めることが喫緊の課題になった。シエラネバダ山脈とバージニア山脈の間にはワショー・バレーがあり、深さ2,000フィート (600 m) 近い巨大な溝だった。スイスの経験を積んだ技師でサンフランシスコの水道工事を計画して大きな評判を呼んだハーマン・シュッスラーがコムストック・ロードに連れて来られ、新しい工事の計画と設計を行った。1872年には測量が行われ、1873年6月11日にパイプラインの最初の部分が置かれ、同年7月25日には完成した。
最初のパイプは鍛鉄で作られ、全長は7マイル (11 km) 以上、内径は12インチ (300 mm)、流量は毎時92,000ガロン (348 m3/h) だった。パイプは逆向きのサイフォンの形でワショー・バレーを横切り、最も低い地点では水柱1,720フィート (524 m) すなわち800ポンド/平方インチ (56 kg/cm2) の圧力があった。入り口は出口より465フィート (141 m) 高く、水は大きな圧力で押し出された。シエラネバダ山脈にある入り口にもたらされる水は2つの大きな蓋つき用水路からのものであり、パイプの出口ではバージニアシティまで12マイル (19 km) の距離にある2つの大きな用水路に送られた。パイプは鍛鉄の板を曲げてリベット接合されており、パイプの接続には3列のリベットが使われた。パイプ同士の接合部には水密にするために鉛が使われた。最初の水は1873年8月1日に高らかなファンファーレと共にゴールドヒルとバージニアシティに到着した。この完成により世界でも最大の水圧を持った水輸送系となり、やはりシュッスラーが設計したカリフォルニア州チェロキー・フラットの水輸送系を凌いだ。
この水会社は第2の水輸送系を1875年に、第3のものを1877年に引いた。これらのパイプは重ね溶接継ぎ手で出来ており、リベットの頭による摩擦が少なくなったのでより多くの水を運べた。水供給先を多方面にし、信頼性を上げるために用水路もさらに多く造られた。

## イェロージャケット鉱山火災
1869年4月7日朝、イェロージャケット鉱山の深さ800フィート (240 m) 地点で火災が広がった。消防士が鉱山に入ったが、煙と炎のために押し返された。火災が広がると坑木が崩壊し有毒のガスが隣接するケンタッキー・クラウンポイント鉱山にまで広がった。火は燃え続けて坑道が塞がれたが、数年間は熱いままだった。少なくとも35人の坑夫が死亡し、回収されない遺体もあった。イェロージャケット鉱山火災はその時までのネバダ州鉱山史で最悪の事故になった。

## スートロ・トンネル

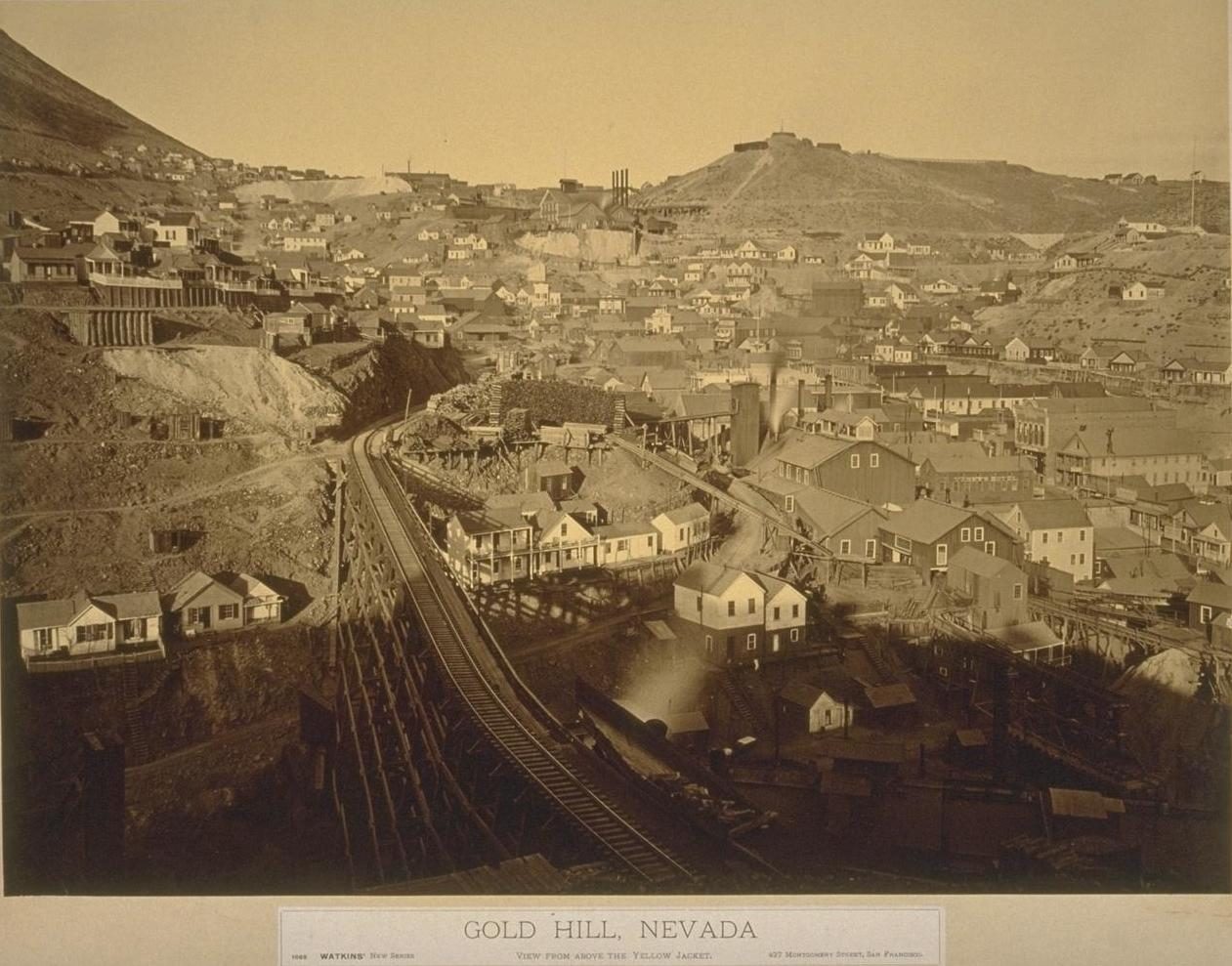
1870年代のゴールドヒル

地表面には水が少なかったが、あらゆる鉱山の地下には過剰な水があった。高山における洪水は突然起き、予想もできずに貯まった地下の大きな水だまりで坑夫たちは溺れほとんど逃げられなかった。鉱山の中に火傷するような熱水を突き当てることが大きな問題であり、深さが増すに連れて水を除去する費用が高くつくようになった。これらの問題に対処するために、アドルフ・スートロはコムストック・ロードの最下層と考えられる地点から水を出すトンネルを掘るというアイディアを思いついた。シュッスラーが測量を行い、工事は1869年10月に始められた。スートロ・トンネルは、デイトンに近い谷から4マイル (6.4 km) 近い硬い岩盤を抜け、コムストック・ロードの地表面下約1,650フィート (503 m) で坑道に当たった。主トンネルから鉱脈に沿って支道が南北に伸ばされ、その距離が2マイル (3 km) 以上になると他の鉱山にも繋がれた。トンネルは幅16フィート (4.8 m)、高さ12フィート (3.6 m) あった。導水路が床下に埋められ、その上に馬が引く貨車のための軌道が2本敷かれた。トンネルを完成させるために8年間を要した。このトンネルは排水と換気を行うことができ、重力を利用して鉱石の積み出しもできる予定だった。しかし、トンネルがコムストック鉱山の地域に達した時までにその上1,650フィート (503 m) の鉱石は既に掘り出されており、さらにその下に深さ1,500フィート (450 m) の鉱床が残っていた。実質的にこのトンネルから引き出された鉱石は無かったが、その排水力の故に鉱山の運営費が大いに下がった。ほぼ同時期に空圧ドリルの使用により、換気の問題も解決された。

## ビッグ・ボナンザ（成り金）
コムストック地区で採鉱され精錬された鉱石の総生産量は1860年から1880年6月30日までで、6,971,641トン640ポンド (3,164,000 トン) になった。最盛期は1877年であり、一年間で1,400万ドル相当の金と2,100万ドル相当の銀（2007年の貨幣価値でそれぞれ2億7,000万ドルと4億ドル）以上を生産した。その後生産量は急速に減少し、1880年にはその役目が終わったと考えられた。最も深い坑道は1884年に突き当たったメキシカン坑井であり、地表から3,300フィート (1,000 m) だった。坑道の採掘は間歇的に1922年まで続き、この年に最後のポンプが止められて坑道は水に浸かった。選鉱くずの再精製は1920年代まで続き、地域の探査は1950年代まで続けられた。
コムストックの銀鉱山はその株価がサンフランシスコの証券取引所で操作され、インサイダーが通常株主の利益を失わせたやり方を批判された。インサイダーは株価が下落するという噂あるいは評価を使って安いときの株を購入し、新しい鉱脈が見つかったという噂を流して株価を吊り上げ、利益を出して株を売却できるようにした。鉱山会社の経営者も自身の会社に木材や水を発注した。鉱山からの鉱石は通常会社のインサイダーが所有する精錬所で処理され、その者達は掘り出した銀の一部を自分達のために保留し、帳簿に載せないようにしていたことで告発された。
ネバダ州はコムストック・ロードから生産された銀があったことで「銀の州」と通常呼ばれている。しかし、1878年以降、ネバダ州は比較的少量の銀しか生産しておらず、その後の成り金は銀よりも金によってだった。

## コムストック・キング
ジョン・ウィリアム・マッケイ、ジェイムズ・グラハム・フェア、ジェイムズ・C・フラッドおよびウィリアム・S・オブライエンという4人のアイルランド系アメリカ人が、バージニアシティで統合バージニア鉱業会社という共同事業を興し、コムストック・ロードで銀資源を扱い、鉱山を運営した。これら4人はコムストックの「ビッグフォー」あるいは「シルバーキング」と呼ばれるようになった。
カリフォルニア州で大いに成功していた投機家ジョージ・ハーストがアメリカ合衆国でも最大の鉱業会社ハースト・ハギン・テビス会社の共同経営者となり、コムストック・ロードのオファー鉱山を所有して運営し、他にもアメリカ合衆国国内のカリフォルニア州、ネバダ州、ユタ州、サウスダコタ州およびペルーで金と銀の鉱山を所有した。ハーストはカリフォルニア州下院議員となり、さらにカリフォルニア州選出のアメリカ合衆国上院議員になった。その子供は有名な新聞王ウィリアム・ランドルフ・ハーストである。
カリフォルニア銀行の創設者ウィリアム・チャップマン・ラルストンが多くの鉱山運営に資金を出し、鉱山オーナーが債務不履行になったときはそれを買い上げ、最終的にコムストック・ロードから莫大な利益を上げた。
ラルストンの共同経営者ウィリアム・シャロンはカリフォルニア銀行のネバダ州におけるエージェントであり、ラルストンの金融帝国が崩壊したときにその資産を取得した。シャロンはネバダ州選出の2代目アメリカ合衆国上院議員になった。
バージニアシティで鉱山を放棄し弁護士になったウィリアム・M・スチュワートは鉱業に関する訴訟に関わりこむストック・ロードの鉱業発展にも関わった。ネバダが1864年に州になると、スチュワートはその憲法策定に関わり、ネバダ州選出の初代アメリカ合衆国上院議員になった。
銀男爵のアルビンザ・ヘイワードはその障害で「カリフォルニア州最初の百万長者」と呼ばれ、1864年以降にコムストック・ロードでかなりの利権を保持していた。

### 著名な坑夫
詩人で政治家のジョン・ブレイショー・ケイは19世紀に短期間坑夫として働いたことがあった。

## 現在の鉱業
現在のコムストック・ロードはバージニアシティのコムストック鉱業会社によって探査が続けられている。

## 小説の中で
- L'Amour, Louis (1981), Comstock Lode, Bantam Books, ISBN 978-0-553-27561-2